# Davea
Davea is een geslacht van vlinders van de familie spinneruilen (Erebidae), uit de onderfamilie Catocalinae.

## Soorten
- D. antennalis Berio, 1954
- D. delphinensis Viette, 1966
- D. vadoni Viette, 1966